# Indio (film)
Indio è un film del 1989 diretto da Antonio Margheriti e firmato con lo pseudonimo Anthony M. Dawson.  
La pellicola, assieme al suo seguito Indio 2 - La rivolta, costituisce, a tutti gli effetti, uno degli ultimi lavori del regista.

## Trama
Negli anni ottanta, il governo brasiliano, in collaborazione con le forze speciali americane, decide di sfruttare il terreno e le riserve amazzoniche, schiavizzando e uccidendo ogni forma di resistenza. In aiuto delle vittime locali giunge un giovane soldato pluridecorato, ma disertore, del corpo degli US Marine Corps, Daniel Morrel, detto "Indio", nato in Amazzonia.

## Distribuzione
Il film è stato distribuito nelle sale cinematografiche italiane a partire dal 1 settembre 1989.

## Accoglienza

### Incassi
Si è classificato al 51º posto tra i primi 100 film di maggiore incasso della stagione cinematografica 1989-1990.

### Critica
In un articolo apparso su un quotidiano, all'epoca della proiezione del film nelle sale, la pellicola viene definita come un Rambo ecologico ambientato nell'Amazzonia contemporanea devastata dalle ruspe e dalla dinamite.

## Sequel
Nel 1991 viene distribuito il seguito dal titolo Indio 2 - La rivolta sempre diretto da Margheriti ma con protagonista Marvin Hagler e non più Francesco Quinn.